# 韋爾布卡 (亞爾莫林齊市鎮)
49°12′50″N 27°3′20″E / 49.21389°N 27.05556°E

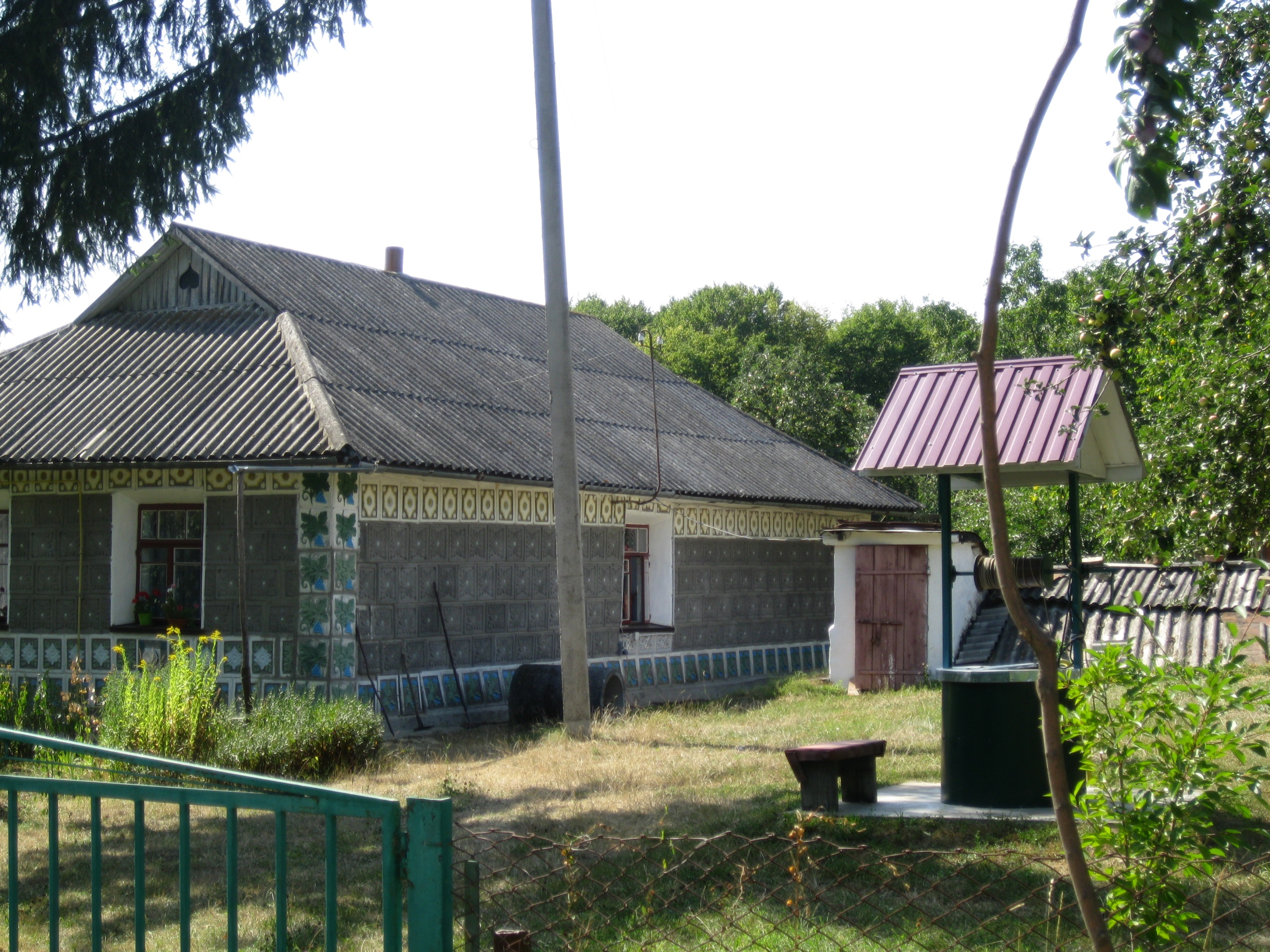
維爾布卡村的民居

韋爾布卡（羅馬化：Verbka）是位於烏克蘭西部的村莊，由赫梅利尼茨基州裡赫梅利尼茨基區的亞爾莫林齊市鎮負責管轄。該村面積2.23平方公里，海拔高度297米，2024年人口251，人口密度每平方公里247.5人。

## 外部連結
Ярмолинецька селищна громада